# اویجونگبو
شهر اویجونگبو (کره‌ای: 의정부; لاتین‌نویسی اصلاح‌شده: Uijeongbu)، با جمعیت  ۳۹۸٫۸۷۰  نفر در استان گیونگ‌گی در کشور کره جنوبی واقع شده‌است.